# Асортативне парування
Асортативне спарювання (також називається позитивним асортативним спарюванням або гомогамією) — це модель спарювання та форма статевого відбору, за якої особини з подібними фенотипами чи генотипами спаровуються одна з одною частіше, ніж можна було б очікувати за моделі випадкового спарювання.
Більшість фенотипів, які підлягають асортативному спаровуванню, це розмір тіла, візуальні сигнали (наприклад, колір, візерунок) і ознаки, відібрані статевим шляхом, такі як розмір гребеня.
Протилежним до асортативного є дизасортативне парування.

## Причини

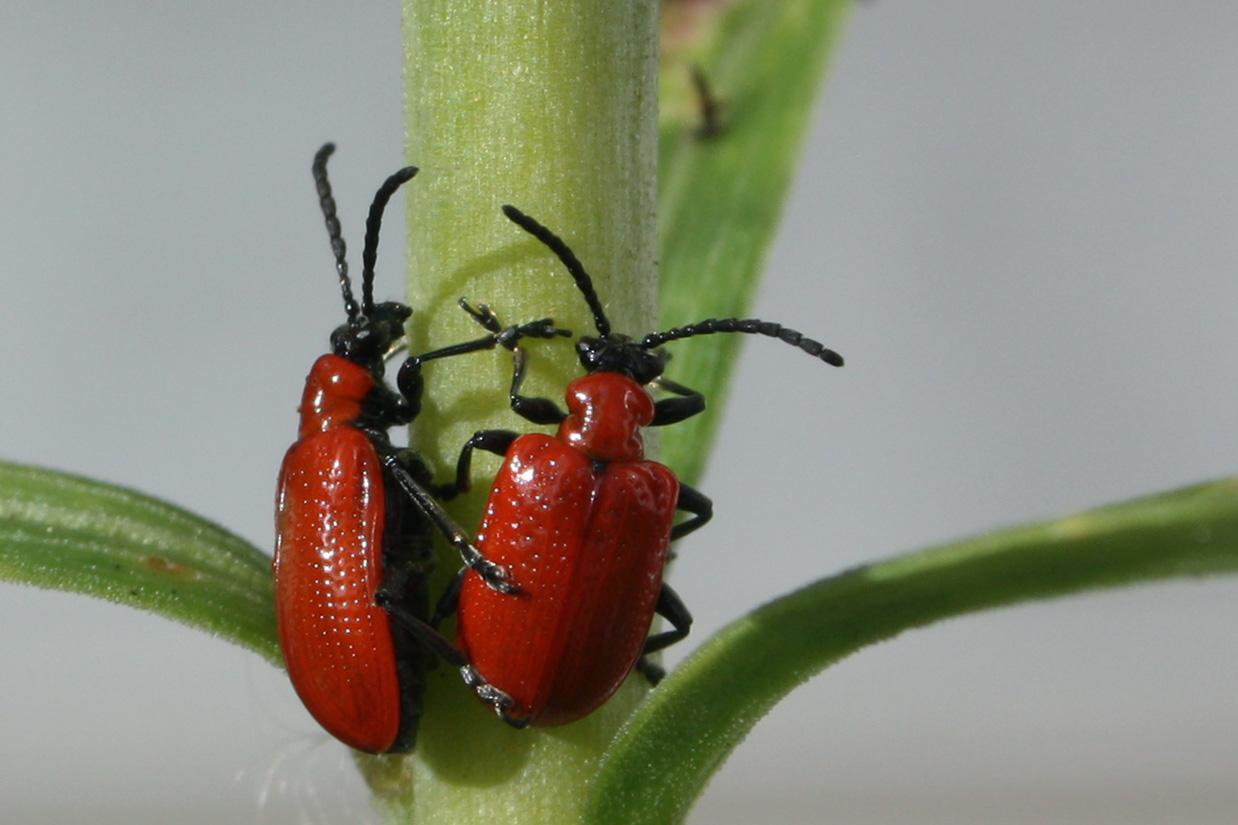
Жук-листоїд

Було запропоновано кілька гіпотез для пояснення явища асортативного спаровування. Асортативне спарювання розвинулося в результаті комбінації різних факторів, які відрізняються для різних видів.
Асортативне спарювання за розміром тіла може виникнути як наслідок внутрішньостатевої конкуренції. У деяких видів розмір корелює з плодючістю самок. Тому самці обирають спаровуватися з більшими самками, причому більші самці перемагають менших самців, залицяючись за ними. Приклади видів, які демонструють цей тип асортативного спаровування, включають павука-стрибуна Phidippus clarus і жука-листоїда Diaprepes abbreviatus. В інших випадках більші самки краще підготовлені для того, щоб протистояти спробам залицяння самців, і лише найбільші самці можуть спаровуватися з ними.
Асортативне спарювання може іноді виникати як наслідок соціальної конкуренції. Риси певних особин можуть вказувати на конкурентоспроможність, яка дозволяє їм займати найкращі території. Особи зі схожими рисами, які займають схожі території, частіше спаровуються один з одним. У цьому сценарії асортиментне спарювання не обов’язково виникає через вибір, а радше через близькість. Це було помічено у західних блакитних птахів, хоча немає певних доказів того, що це основний фактор, що призводить до колірно-залежного асортиментного спарювання у цього виду. Різні фактори можуть застосовуватися одночасно, щоб призвести до асортативного спаровування в будь-якому певному виді.

## У нелюдських тварин

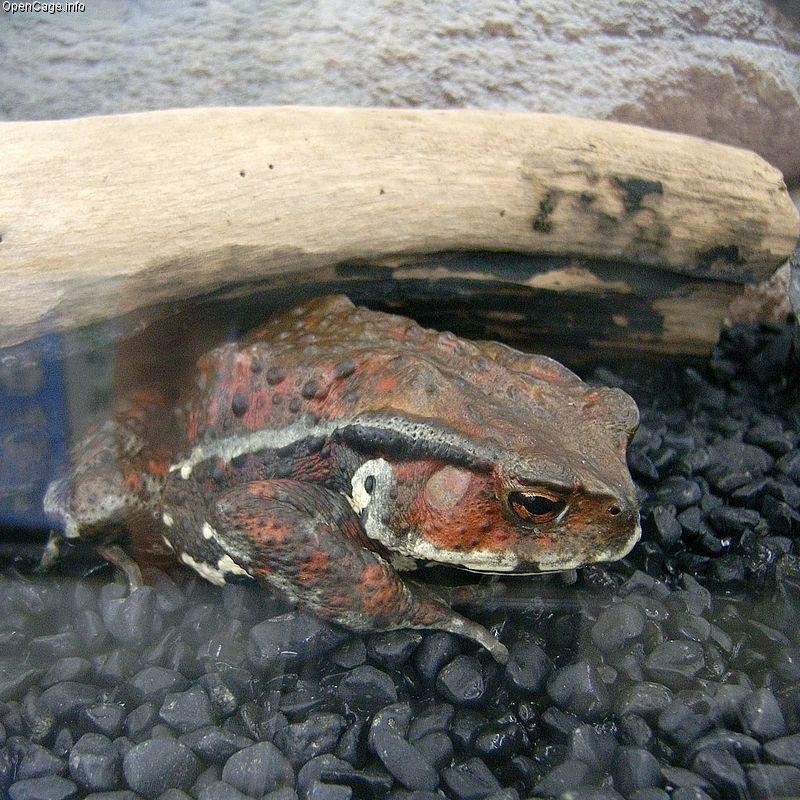
Японська жаба звичайна

Асортативне спарювання у тварин спостерігалося щодо розміру тіла та кольору. Асортативне спарювання, пов’язане з розміром, поширене серед багатьох видів хребетних і безхребетних. Він був знайдений у одночасних гермафродитів, таких як наземний равлик Bradybaena pellucida. Однією з причин його виникнення може бути реципрокна інтромісія (тобто обидві особини забезпечують і чоловічі, і жіночі гамети під час одного спаровування), що відбувається у цього виду. Тому особини з однаковим розміром тіла об’єднуються один з одним, щоб полегшити цей обмін. Крім того, відомо, що більші особини таких гермафродитних видів виробляють більше яєць, тому взаємний вибір партнера є ще одним фактором, що призводить до асортативного спаровування у цього виду. 
Докази асортативного спарювання, пов’язаного з розміром, також були знайдені у мангрового равлика Littoraria ardouiniana та японської звичайної жаби Bufo japonicus.
Другий поширений тип асортативного спаровування відбувається щодо забарвлення. Цей тип асортативного спарювання більш поширений у соціально моногамних видів птахів, таких як східні сині птахи ( Sialia sialis) і західні сині птахи ( Sialia mexicana). В обох видів більш яскраво забарвлені самці спаровувалися з більш яскраво забарвленими самками, а менш яскраво забарвлені особини спаровувалися один з одним. Східні блакитні птахи також спаровуються задля територіальної агресії через жорстку конкуренцію за обмежену кількість місць гніздування з деревними ластівками. Дві дуже агресивні особини краще оснащені для захисту свого гнізда, заохочуючи асортативне спаровування між такими особинами.
Асортативне спарювання щодо двох поширених колірних морф: смугастої та несмугастої також існує в поліморфній популяції східних червоноспинних саламандр( Plethodon cinereus).
Асортативне парування також спостерігається у багатьох соціально моногамних видів птахів. У таких видах обидва батьки зазвичай беруть участь у вихованні потомства. Оскільки самці вкладають у догляд за потомством стільки ж ресурсів, як і самки, обидві статі прагнуть вибрати оптимального партнера, що називається взаємним вибором партнера. Взаємний вибір виникає, коли і самці, і самки обирають партнера, який може максимально підвищити їхню репродуктивну успішність та життєздатність потомства. У птахів жіночі та чоловічі прикраси можуть вказувати на кращий загальний стан або такі особини можуть мати кращі гени або краще підходити як батьки.

## У людей
Асортативне парування у людей широко спостерігалося та вивчалося, і його можна розділити на два типи асортативного парування. Це:
- генетичне асортативне спарювання (асортативне спарювання з вибором партнера на основі генетичного типу та фенотипової експресії); і
- соціальне спарювання (асортативне спарювання з вибором партнера на основі соціальних, культурних та інших суспільних факторів)

Генетичне ассортативне спарювання добре вивчено та задокументовано. У 1903 році Пірсон і його колеги повідомили про сильні кореляції між зростом, розмахом рук і довжиною лівого передпліччя між чоловіком і дружиною в 1000 пар. Асортативне спарювання за зовнішнім виглядом на цьому не закінчується. Чоловіки віддають перевагу жіночим обличчям, які нагадують їх власні, якщо їм надають зображення трьох жінок, причому одне зображення змінено, щоб нагадувати їх власне. Однак той самий результат не стосується жінок, які вибирають чоловічі обличчя. Генетично споріднені особи (3-й або 4-й двоюрідний рівень) виявляють вищу пристосованість, ніж неспоріднені особи.
Асортативне спарювання на основі геномної схожості відіграє важливу роль у шлюбах між людьми в Сполучених Штатах. Подружжя більш генетично схожі один на одного, ніж дві випадково обрані особини. Імовірність шлюбу зростає приблизно на 15% для кожного стандартного відхилення збільшення генетичної подібності. Однак деякі дослідники стверджують, що це різноманітне спарювання спричинене суто стратифікацією населення (те, що люди частіше одружуються в етнічних підгрупах, таких як шведські американці).
У той же час особи демонструють дизасортативне спарювання для генів у головному регіоні комплексу гістосумісності на хромосомі 6. Людей більше приваблюють запахи людей, генетично відмінних у цьому регіоні. Це сприяє гетерозиготності MHC у дітей, роблячи їх менш вразливими до патогенів. Крім людей, диссортативне спарювання щодо кодуючої області MHC широко вивчалося на мишах, а також повідомлялося, що воно відбувається у риб.
На додаток до генетичного асортативного парування, люди також демонструють моделі асортативного парування, засновані також на соціологічних факторах. Соціологічне асортиментне спаровування зазвичай поділяється на три категорії: вибір партнера на основі соціально-економічного статусу, вибір партнера на основі расового чи етнічного походження та вибір партнера на основі релігійних переконань.
Асортативне спаровування на основі соціально-економічного статусу є найширшою з цих загальних категорій. Це включає в себе схильність людей віддавати перевагу спаровуванню серед своїх соціально-економічних однолітків, тобто тих, хто має подібний соціальний статус, престиж роботи, рівень освіти чи економічне становище, як і вони самі. Ця тенденція завжди була присутня в суспільстві: не було жодної історичної області, де більшість індивідів віддавали б перевагу сортуванню, і фактично сортували, негативно на пари або зіставляли випадковим чином за цими ознаками. Проте в одних поколіннях ця тенденція була слабшою, ніж в інших. Наприклад, у 20-му столітті в західному світі люди пізнього буму мали слабші сукупні переваги щодо гомогамії в освіті, ніж люди раннього буму, коли були молодими; Крім того, члени раннього покоління-X зазвичай були набагато менш «вибагливими» до освіти подружжя, ніж члени пізнього покоління-X. Про цю тенденцію свідчать критерії пошуку користувачів сайтів знайомств.
Іншою формою соціологічного асортативного парування є парування на основі расового та етнічного походження. Подібно до схильності людей обирати партнерів, які генетично схожі на них, ця форма парування може мати різні та складні прояви. Хоча існує тенденція до одруження з людьми, які належать до тієї ж расової чи етнічної групи, ця тенденція може змінюватися залежно від різних факторів. Наприклад, бар'єри для змішаних шлюбів часто зменшуються зі збільшенням чисельності меншини в загальному населенні. Однак це не завжди призводить до повного усунення таких бар'єрів, і процес асиміляції може відбуватися по-різному. Це можна побачити в різкому збільшенні небілого латиноамериканського населення Сполучених Штатів у 1990-х і 2000-х роках, яке корелювало з різким зменшенням відсотка небілих латиноамериканців, які одружуються з загальним населенням.
Релігійне спарювання — це схильність особин одружуватися в межах своєї релігійної групи. Ця тенденція є поширеною та помітною та змінюється відповідно до трьох основних факторів. Перший із них — частка доступних подружжя в регіоні, які вже сповідують ту саму релігію, що й особа, яка шукає пару. Області, де релігійні переконання більшості людей вже схожі, завжди матимуть високий ступінь релігійного інбридингу. По-друге, це соціальна дистанція між релігійними групами, що вступають у шлюб, або фізична близькість і соціальна взаємодія цих груп. І, нарешті, третій фактор — це особисті погляди на шлюб поза релігією. Ті, хто дуже цінує вірність релігійним традиціям, швидше за все, не будуть отримувати шлюби за релігійною ознакою.  Хоча це не обов’язково релігійно, хороший приклад того, що люди спаровуються на основі структури переконань, можна знайти в схильності людей одружуватися на основі рівня благодійності. Пари демонструють схожість з точки зору їхнього внеску в покращення суспільства та благодійність, і це можна пояснити вибором партнера на основі щедрості, а не фенотипічної конвергенції.
Асортативне спаровування також відбувається серед людей з психічними розладами, такими як СДУГ, коли одна особа з СДУГ, швидше за все, одружиться або народить дитину з іншою людиною з СДУГ.

## Ефекти
Асортативне спарювання має репродуктивні наслідки. Позитивне асортативне спарювання збільшує генетичну спорідненість у родині, тоді як негативне асортативне спарювання досягає протилежного ефекту. Будь-яка стратегія може використовуватися особинами певного виду залежно від того, яка стратегія максимізує придатність і дозволяє особам максимально передати свої гени наступному поколінню. Наприклад, у випадку східних блакитних птахів ассортативне спарювання з метою територіальної агресії збільшує ймовірність того, що батьки отримають і закріплять місце гнізда для свого потомства. Це, у свою чергу, підвищує ймовірність виживання потомства і, як наслідок, придатність особин. У птахів, забарвлення яких відображає благополуччя та плодючість птахів, позитивне асортиментне парування за кольором збільшує шанси на передачу генів і на те, щоб потомство було в хорошому стані. Крім того, позитивне асортативне спарювання за поведінковими рисами дозволяє ефективніше спілкуватися між особинами, і вони можуть краще співпрацювати для виховання потомства.
З іншого боку, спарювання між особинами з надто схожими генотипами дозволяє накопичувати шкідливі рецесивні алелі, що може знизити придатність. Таке спаровування між генетично подібними особинами називається інбридингом, який може призвести до виникнення аутосомно-рецесивних захворювань. Більше того, ассортиментне спарювання на агресію у птахів може призвести до неналежного догляду батьків. Альтернативною стратегією може бути дизасортативне спарювання, коли одна особина є агресивною та охороняє місце гнізда, тоді як інша особина більше виховує та виховує дитинчат; однак це загрожує руйнуванням комплексів коадаптованих генів, що призводить до аутбредної депресії. Такий розподіл праці підвищує шанси потомства на виживання. Класичним прикладом цього є білогорлий горобець ( Zonotrichia albicollis). Цей птах демонструє дві кольорові морфи – біло-смугасту та коричнево-смугасту. В обох статей білі смугасті птахи більш агресивні та територіальні, тоді як коричневі смугасті птахи більше залучені до батьківської турботи про своє потомство. Тому диссортативне парування у цих птахів дозволяє ефективно розподілити працю з точки зору виховання та захисту потомства.
Позитивне асортативне спарювання є ключовим елементом, що веде до репродуктивної ізоляції всередині виду, що, у свою чергу, може призвести до видоутворення в симпатії з часом. Симпатричне видоутворення визначається як еволюція нового виду без географічної ізоляції. Видоутворення в результаті асортативного спаровування відбулося у сліпого слепиха Близького Сходу, цикад і європейського кукурудзяного метелика.
Як і інші тварини, люди також демонструють ці генетичні результати асортативного спарювання. Проте те, що робить людей унікальними, полягає в тому, що вони схильні шукати партнерів, які не тільки схожі на них генетикою та зовнішністю, але й схожі на них економічно, соціально, освітньо та культурно. Ці тенденції до використання соціологічних характеристик для вибору партнера багато в чому впливають на життя та засоби до існування тих, хто вирішив одружитися, а також на їхніх дітей і майбутні покоління. У межах покоління ассортиментне парування іноді називають джерелом нерівності, оскільки ті, хто асортативно спаровується, одружуються з людьми схожого стану, таким чином посилюючи своє поточне становище. Проте ведуться дискусії щодо того, чи це зростаюче перевагу схожості в освіті та професійній діяльності подружжя зумовлено збільшенням переваг цих рис чи зміною робочого навантаження, яке відбулося, коли жінки прийшли на роботу. Ця концентрація багатства в сім’ях також зберігається через покоління, оскільки батьки передають своє багатство своїм дітям, причому кожне наступне покоління успадковує ресурси обох своїх батьків. Об’єднані ресурси батьків дозволяють їм забезпечити своїй дитині краще життя під час дорослішання, а об’єднана спадщина від обох батьків дає їм ще більшу перевагу, ніж вони мали б за умови вищої освіти та дитинства. Це має величезний вплив на розвиток соціально-економічної структури суспільства.

## Економіка
Пов’язана концепція «асортитивної відповідності» була розроблена в економіці. Це стосується ефективності виробництва, яка доступна, якщо працівники мають однакові навички та продуктивність. Розгляд цієї асортативної відповідності формує основу кільцевої теорії економічного розвитку Кремера 1993 року.

## Дивіться також
- Спрямований відбір
- Розривний відбір
- Ендогамія